# Ptychomitrium gardneri
Ptychomitrium gardneri là một loài rêu trong họ Ptychomitriaceae. Loài này được Lesq. mô tả khoa học đầu tiên năm 1868.